# Diarthrodes tripartitus
Diarthrodes tripartitus is een eenoogkreeftjessoort uit de familie van de Dactylopusiidae. De wetenschappelijke naam van de soort is voor het eerst geldig gepubliceerd in 2008 door Gomez, Chertoprud & Morales-Serna.